# James Doohan
James Montgomery Doohan (3 de marzo de 1920 - 20 de julio de 2005) fue un actor canadiense popularmente conocido por su personaje de Scotty en la serie de televisión y la serie de películas Star Trek.

## Vida Familiar
Doohan nació en Vancouver, Columbia Británica. Era el menor de los cuatro hijos de William y Sarah Doohan, refugiados católicos de Belfast durante la guerra anglo-irlandesa.
William Doohan tenía una farmacia en la calle Main de Bangor, junto a la iglesia presbiteriana de la Trinidad, y al parecer inventó una de las primeras formas de gasolina de alto octanaje en 1923. La autobiografía de Doohan de 1996 relata el grave alcoholismo de su padre. Su familia se mudó a Sarnia, Ontario, donde asistió al colegio, donde destacó como un excelente estudiante de matemáticas y ciencias.
Con la llegada de la Segunda Guerra Mundial, a los 19 años Jimmy Doohan se unió a la Real Artillería Canadiense. Su primera misión de combate fue la invasión de Normandía en la Playa Juno durante el Día D, donde perdió un dedo.
Tras la guerra, Doohan comenzó su carrera como actor. Recibió clases de interpretación en Toronto y obtuvo una beca en el Neighborhood Playhouse de Nueva York. Durante este tiempo apareció en unos 400 programas de radio y otros 400 de televisión y se ganó toda una reputación por su versatilidad. Entre las series en que participó estuvieron The Twilight Zone, The Outer Limits y La isla de la fantasía.
El 20 de julio de 2005 falleció a los 85 años víctima de múltiples problemas de salud, entre ellos el mal de Parkinson, fibrosis pulmonar, mal de Alzheimer, entre otros. Sus cenizas fueron llevadas al espacio en el cohete Falcon-9 lanzado el 22 de mayo de 2012. Su muerte causó gran conmoción entre los aficionados a Star Trek.

## Star Trek

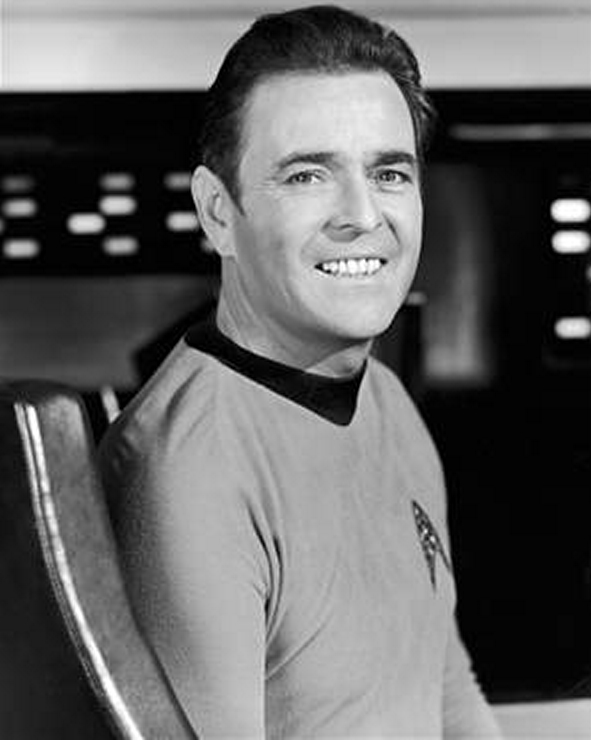
James Doohan personificando a Scotty.

Doohan siempre tuvo una gran habilidad para hablar con diferentes acentos extranjeros. En la audición para el papel de Montgomery Scott, Ingeniero Jefe de la nave USS Enterprise, y ante Gene Roddenberry (creador de Star Trek), Doohan probó con varios acentos. Roddenberry le preguntó cuál prefería y se cuenta que Doohan respondió "Si va a tener un ingeniero en la nave, mejor que sea escocés" (o bien "Todos los mejores ingenieros del mundo siempre han sido escoceses"). En los años posteriores rememoraría este casting en las convenciones de Star Trek, demostrando toda una gran variedad de voces y acentos posibles para el personaje. Cuando Roddenberry produjo Star Trek: La serie animada a principios de los años 70, la habilidad de Doohan para trabajar con distintos acentos le permitió doblar a la mayor parte de las "estrellas invitadas" de la serie, incluyendo a Robert April, el que se supone fue el primer capitán del Enterprise.
El personaje de Scott, tal y como se había planteado, se convertiría en uno de los semi-habituales de la serie. Pero, al igual que sucedería con otros de los actores del reparto como Leonard Nimoy en el papel del oficial científico vulcano Spock y DeForest Kelley como el irascible oficial médico Leonard McCoy, su importancia aumentó como uno de los acompañantes principales del capitán James Kirk, interpretado por William Shatner. Quedó claro que el Teniente Comandante Scott era el tercero en la cadena de mando y la nave Enterprise quedaba muchas veces a su cargo en ausencia del capitán o de Spock. Scott era un personaje al que se recurría de forma frecuente en las historias relacionadas con fallos de funcionamiento en la nave, como los cristales de dilitio que son la fuente de energía del motor de curvatura, el transportador que servía para teletransportar a la gente o simplemente para arrastrarse por los tubos Jefferies y seguir todas las instrucciones tácticas del capitán Kirk, capaces de poner a prueba todos los sistemas de propulsión y defensa de la nave estelar. Al final, muchos aficionados verían en la nave Enterprise la verdadera estrella de la serie, lo cual situaba a Scott en una envidiable posición como su principal valedor.
Utilizando sus increíbles capacidades vocales, Doohan desarrolló también los lenguajes vulcaniano y klingon tal y como pudieron oírse en Star Trek: La película. Posteriormente un equipo de lingüistas profesionales, en especial Marc Okrand, expandieron el klingon hasta ser un lenguaje completo con una gramática propia.
Como anécdota, las hazañas en la ficción de Scotty como ingeniero jefe de la Enterprise inspiró a muchos estudiantes a estudiar carreras en ingeniería, y debido a esto, la Escuela de Ingeniería de Milwaukee concedió a Doohan el título honorario de doctorado en ingeniería, donde al parecer una muy buena parte de los estudiantes adquirieron su vocación por el trabajo del actor en Star Trek.